# Jikkyō Powerful Pro Yakyū 6
Jikkyō Powerful Pro Yakyū 6 (実況パワフルプロ野球6) est un jeu vidéo de baseball sorti en 1999 sur Nintendo 64 uniquement au Japon. Le jeu a été développé et édité par Konami.
Le jeu fait partie de la série Jikkyō Powerful Pro Yakyū.